# Echinaster colemani
Echinaster colemani is een zeester uit de familie Echinasteridae.
De wetenschappelijke naam van de soort werd in 1987 gepubliceerd door Francis Rowe & E. Lynne Albertson. De soort werd vernoemd naar Neville Coleman, die de nieuwe soort onder de aandacht van de eerste auteur bracht.